# 中岡毅雄
中岡 毅雄（なかおか たけお、1963年11月10日 - ）は、俳人。

## 経歴
東京都生まれ。12歳より句作を始める。中学2年より、俳誌「黄鐘」（加藤三七子主宰）に投句。関西大学文学部国文科在学中に俳誌「青」に入会、波多野爽波に学ぶ。1992年、俳誌「藍生」（主宰：黒田杏子）、同人誌「椰子」（代表：友岡子郷）に入会。1994年、第2回「藍生賞」受賞。2012年、「椰子」終刊。兵庫教育大学大学院言語教育領域にて高濱虚子を研究、1996年、修士課程修了（修士論文の論題は「高浜虚子論：方法論と本質論としての客観写生」）。兵庫県三木市在住。2018年、俳誌「いぶき」創刊、共同代表。

## 受賞歴
- 1999年　第13回俳人協会評論新人賞（『高浜虚子論』にて）
- 2001年　第24回俳人協会新人賞（『一碧』にて）
- 2010年　第10回山本健吉文学賞（『啓示』にて）
- 2012年　第26回俳人協会評論賞（『壺中の天地』にて）

## 著書
- 句集『浮巣』　牧羊社、1988年　代表句〈露万朶真つ赤になりてうつむきぬ〉
- 評論集『高浜虚子論』　角川書店、1997年
- 句集『水取』　花神社、1999年　代表句〈満目の闇満目の落椿〉
- 句集『一碧』　花神社、2000年　代表句〈返り花ひとりになればまたひとつ〉
- 句集『啓示』　ふらんす堂、2009年　代表句〈水馬いのちみづみづしくあれよ〉
- 入門書『NHK俳句　俳句文法心得帖』　NHK出版、2011年
- 評論集『壺中の天地　現代俳句の考証と試論』　角川学芸出版、2011年
- 句集『伴侶』　朔出版、2023年　代表句〈晩婚といふ寧けさよ虫時雨〉